# Port lotniczy Holešov
Port lotniczy Holešov (cz.: Letiště Holešov, kod IATA: GTW, kod ICAO: LKHO) – port lotniczy położony w czeskim Holešovie.
Lotnisko służyło lotnictwu publicznemu i sportowemu od 1 kwietnia 1953 do 31 marca 2009. Obecnie na tym obszarze znajduje się strefa przemysłowa. Zawody modelarzy samolotów nadal odbywają się na otwartych przestrzeniach.